# نیمه ماراتن سیدنی
نیم‌ماراتن سیدنی که در حال حاضر به دلایل حمایت مالی با نام نیم‌ماراتن سیدنی هوکا ران‌اوی شناخته می‌شود، یک مسابقه نیمه‌ماراتن سالانه است که از منطقه تجاری مرکزی سیدنی عبور می‌کند. مسیر این مسابقه از مکان‌هایی تاریخی و شناخته شده مانند د راکس، نیو ساوت ولز، پل بندرگاه سیدنی، تالار اپرای سیدنی و باغ‌های گیاه‌شناسی سلطنتی عبور می‌کند. این مسابقه از کنار خیابان مک‌کواری شروع می‌شود و در هاید پارک به پایان می‌رسد. قبل از سال ۲۰۰۸، مسیر مسابقه مسیری مشابه داشت، اما از نزدیکی د راکس، نیو ساوت ولز شروع و به پایان می‌رسید. در سال ۲۰۲۴، این رویداد بیش از ۱۷۰۰۰ دونده داشت که آن را به بزرگ‌ترین مسابقه نیم ماراتن استرالیا تبدیل کرد.
این رویداد با یک طرح جمع‌آوری کمک مالی که عمدتاً برای شبکه سرطان سینه استرالیا، به یاد کرین مک‌کان، که در دسامبر سال ۲۰۰۸ بر اثر سرطان سینه درگذشت، هدف برگزار می‌شود، همراه است.